# Cellera de Leucata
El Castell de Gausbert de Leucata (castrum Gozberti de Locata), o Cellera de Leucata, fou un castell medieval d'estil romànic del segle xi situat en el poble de Torrelles de la Salanca, a la comarca del Rosselló (Catalunya Nord).

## Història
Al segle x, el terme torrellenc estava en mans de diversos monestirs i esglésies. Hi tenien alous i possessions -in villa Torrelias- el monestir de Sant Miquel de Cuixà, l'església d'Elna, el monestir de Sant Pere de Rodes (l'església de Sant Pere de Torrelles i el seu alou), el de Sant Genís de Fontanes i el de Sant Pere de Camprodon.
Aquesta fragmentació va persistir al llarg de l'edat mitjana, i la família cognominada Torrelles era tal vegada la més important, però no l'única amb senyoriu en el lloc. Guitard Gausbert i la seva muller Adelaida eren castlans feudataris de Cuixà, el seu fill Bertran en continuà la possessió, i el fill d'aquest, Arnau Bertran, fou el primer a utilitzar de Torrelles. Aquesta família, que també tenia possessions a la Cerdanya, dominaven l'església, el poble i l'alou de Puig-oriol, entre altres terres. Perduraren fins al segle xvi. Ells devien posseir el Castell de Torrelles.
Una altra família important fou la dels Vernet, cossenyors de Torrelles durant molts anys. El 1198 consten diversos cossenyors, en aquest lloc: Ponç IV de Vernat, Ramon I de Castellrosselló, Ramon de Torrelles i el prior d'Espirà, i tots ells foren autoritzats a construir-hi una força o recinte murallat. Això explica l'existència en el terme de fins a quatre fortificacions: el Castell de Torrelles, la Força de la Geràrdia, esmentada el 1178 (ipsum meum quintanum quod est in villa de Turriliis, ad locum ubi appellamus Gerardiam), el castell, Castellàs o Mota de Peralada i el castrum Gozberti de Locata, esmentat el 1136, a part de la Mota de Juegues i de la Mota de Mudegons, molt poc documentada i del tot desapareguda.
El 1322 tot plegat s'incorporà al vescomtat de Canet, acabat de crear, i visqué la mateixa història que el conjunt d'aquest vescomtat.

## Característiques
Actualment és difícil d'escatir el que es conserva d'aquesta fortalesa, que se sap que era dins del territori del Castell de Torrelles.